# Antarctique argentin
L'Antarctique argentin (en espagnol : Antártida Argentina ou Argentártida) est une région de l'Antarctique que l'Argentine considère comme faisant partie de son territoire national. Cette région argentine de l'Antarctique, comprenant la péninsule Antarctique et une section triangulaire se prolongeant au Pôle Sud, est délimitée entre les méridiens 25º ouest et le méridien 74º ouest, et la latitude 60º sud. Administrativement, l'Antarctique argentine est une commune de la province de Terre de Feu, Antarctique et Îles de l'Atlantique Sud. Les autorités provinciales résident à Ushuaïa et le gouverneur nomme chaque année son délégué pour la région de l'Antarctique, qui représente ainsi l'autorité civile de la zone.
L'Argentine maintient une présence ininterrompue en Antarctique depuis 1904.

## Histoire

### Aperçus et premières expéditions
Le 30 avril 1606, Pedro Fernandes de Queirós prit possession de toutes les terres situées au sud du pôle pour la couronne d'Espagne sur l'île d'Espiritu Santo à Vanuatu, qu'il appela Austrialia del Espiritu Santo, pensant qu'elle fit partie de la Terra Australis Incognita.
En 1815, le commodore de la marine au service des Provinces-Unies du Río de la Plata, Guillermo Brown, entreprit une campagne de harcèlement de la flotte espagnole dans l'océan Pacifique et, après avoir franchi le cap Horn avec les navires Hercules et Trinidad, les vents les conduisirent jusqu'au 65e parallèle sud. Dans le mémoire naval institutionnel intitulé Acciones navales de la República Argentina, 1813-1828, rédigé par Brown, il écrit :

« Après avoir doublé le cap Horn et enduré les vents dominants dans ces régions, et après avoir atteint 65 degrés de latitude, où la mer était très plate avec un horizon clair et serein, sans mauvais signes, ce qui indiquait qu'ils n'étaient pas très loin de la terre, le brigantin Trinidad perdit son amure... »

Certaines sources argentines mentionnent que Brown a aperçu une terre antarctique lors de cette expédition, affirmant que c'est la raison pour laquelle la partie la plus septentrionale de la péninsule antarctique (d'après le navire Trinidad) est généralement appelée Tierra de la Trinidad dans la cartographie argentine, mais Brown n'a pas non plus fait mention de cette prétendue observation dans ses Mémoires, écrits alors que l'existence de l'Antarctique était déjà connue, dans lesquels il mentionne le fait comme suit :

« Après avoir passé le Cap Horn, endurant les tempêtes de vent habituelles de ces mers, le brigantin Trinidad, sous le commandement de mon frère Miguel Brown, a perdu le sabord (auquel les tiges du beaupré sont fixées), exposant le beaupré à un danger imminent... »

En 1819, la polacre argentine San Juan Nepomuceno, commandée par le capitaine Carlos Tidblon (ou Timdblon), se rendit aux îles Shetland du Sud pour y chasser le phoque et le loup. Il rentra à Buenos Aires le 22 février 1820 avec 14 600 peaux de phoque. Il s'agit du premier navire enregistré à avoir chassé dans ces îles. Le foiler argentin Spiritu Santo, commandé par le capitaine Francisco de Paula Fernández et appartenant à Martín Elordi, suivit en septembre 1819 depuis les îles Malouines par le brick américain Hercilia (dont le commandant en second était Nathaniel Palmer), qui l'a rejoint à Deception Island, dans les Shetland du Sud. Palmer apprit que le navire se dirigeait vers un endroit où il y avait des milliers de phoques. Le fait que ces navires de chasse au phoque se soient dirigés vers les îles en suivant une route fixe est souvent considéré comme la preuve d'une connaissance préalable des îles.
Entre 1819 et 1821, les navires Vostok et Mirny, commandés par le marin russe Fabian Gottlieb von Bellingshausen, ont navigué dans les mers antarctiques. En janvier 1820, selon des témoignages ultérieurs, ils ont aperçu un territoire continental. En 1821, ils aperçurent une île qu'ils nomment Terre Alexandre Ier (69° 53' S), du nom du tsar russe de l'époque. La question de savoir qui de Palmer, Von Bellingshausen ou du lieutenant britannique Edward Bransfield, qui accompagnait Smith durant l'été 1819-1820, a été le premier à apercevoir le territoire continental de l'Antarctique, reste controversée.

### Participation argentine à l'exploration antarctique

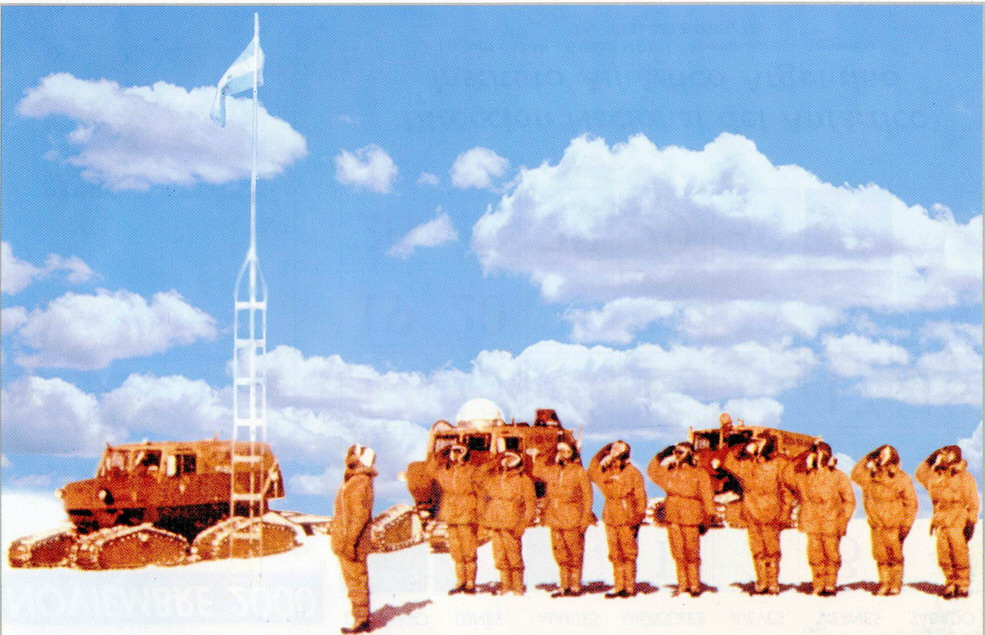
L'armée argentine basée au Pôle Sud, saluant le drapeau de l'Argentine (décembre 1965).

En 1848, le futur commandant argentin Luis Piedrabuena se rendit en Antarctique en tant que garçon de cabine sur le navire de William Smiley.
La Expedición Argentina a las Tierras y Mares Australes (français : expédition argentine vers les terres et mers australes) de 1881, commandée par le lieutenant de la marine italienne Giacomo Bove, explore Terre de Feu jusqu'à ce que son navire fasse naufrage. L'expédition du Roumain Julius Popper a été contrariée pendant son engagement par sa mort en 1893.
Le 29 décembre 1894, le président argentin Luis Sáenz Peña autorise Luis Neumayer à explorer le territoire situé au sud de la Patagonie et appelé Tierra de Grand (péninsule antarctique), tout en interdisant toute forme d'exploitation, mais l'expédition n'a pas lieu. Entre 1897 et 1899, une expédition belge dirigée par Adrien de Gerlache, à laquelle participait Roald Amundsen, dut hiverner en Antarctique car elle était bloquée par les glaces.
Le 10 octobre 1900, le gouvernement argentin décide de se joindre à l'Expédition internationale de l'Antarctique, composée de plusieurs expéditions, mais le voyage argentin n'a pas lieu et la collaboration est proposée à l'expédition suédoise dirigée par le docteur Otto Nordenskjöld. Cette dernière recevra le soutien de l'Argentine en échange de l'incorporation d'un marin argentin dans son expédition et de la remise des données scientifiques et des collections zoologiques collectées. De passage à Buenos Aires, l'enseigne de vaisseau José María Sobral embarque sur le navire Antarctic le 21 décembre 1901. Sans nouvelles de l'expédition, le gouvernement argentin remplit son engagement de soutien en équipant la corvette ARA Uruguay, qui partit à sa recherche le 8 octobre 1903 sous le commandement du lieutenant Julián Irízar, sauvant ainsi les membres de l'expédition restés en hivernage après le naufrage de l'Antarctic.

### Occupation permanente de l'Antarctique

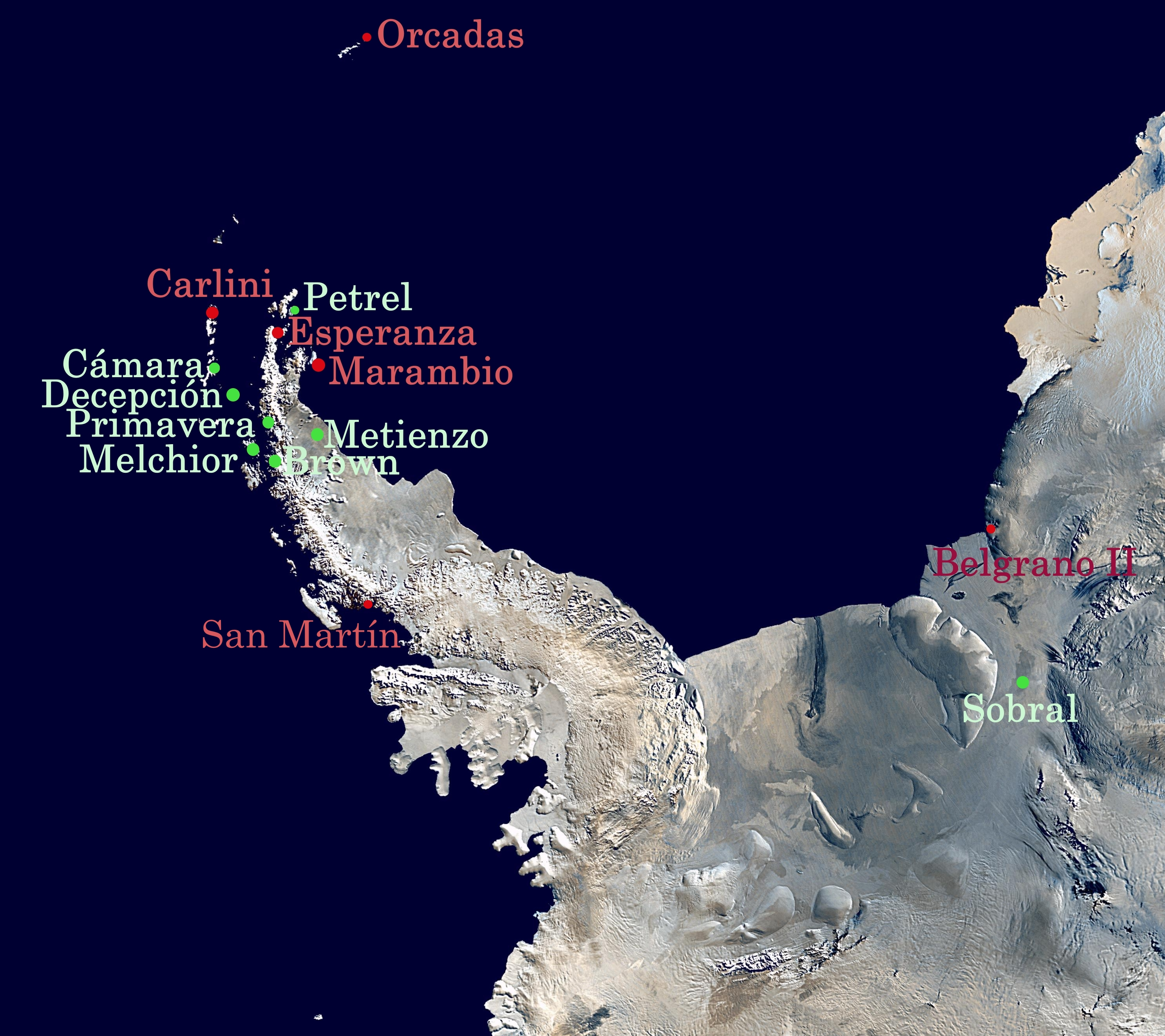
Antarctique argentine (en rouge bases permanentes).

Le 2 janvier 1904, l'Argentine acquiert la station météorologique installée par le britannique William Speirs Bruce, sur l'île Laurie, dans les Orcades du Sud, où un équipage de six hommes était resté pour effectuer des observations scientifiques. Un observatoire météorologique y est installé, où fonctionne également un bureau de poste. C'est au civil argentin Hugo Alberto Acuña — employé de la compagnie officielle des postes et télégraphes argentins — qu'il revint de hisser le drapeau argentin pour la première fois de manière officielle dans le secteur antarctique argentin, le 22 février 1904. Cet observatoire devint la base d'Orcadas, le plus ancien établissement humain permanent existant aujourd'hui sur l'ensemble du territoire antarctique. 
La corvette argentine ARA Uruguay retourna en Antarctique en 1905 (elle avait quitté le port de Buenos Aires le 10 décembre 1904) pour relever l'équipage de South Orkney et se diriger vers l'île de la Déception puis l'île Wiencke à la recherche de Jean-Baptiste Charcot, dont l'expédition française (1903-1905) était considérée comme perdue. En remerciement de la collaboration de l'Argentine à son expédition, Charcot donne à un groupe d'îles le nom d'îles argentines. L'une de ces îles est baptisée île Galíndez en hommage au capitaine de la corvette, Ismael Galíndez, et une autre île Uruguay, en hommage à la corvette argentine homonyme.

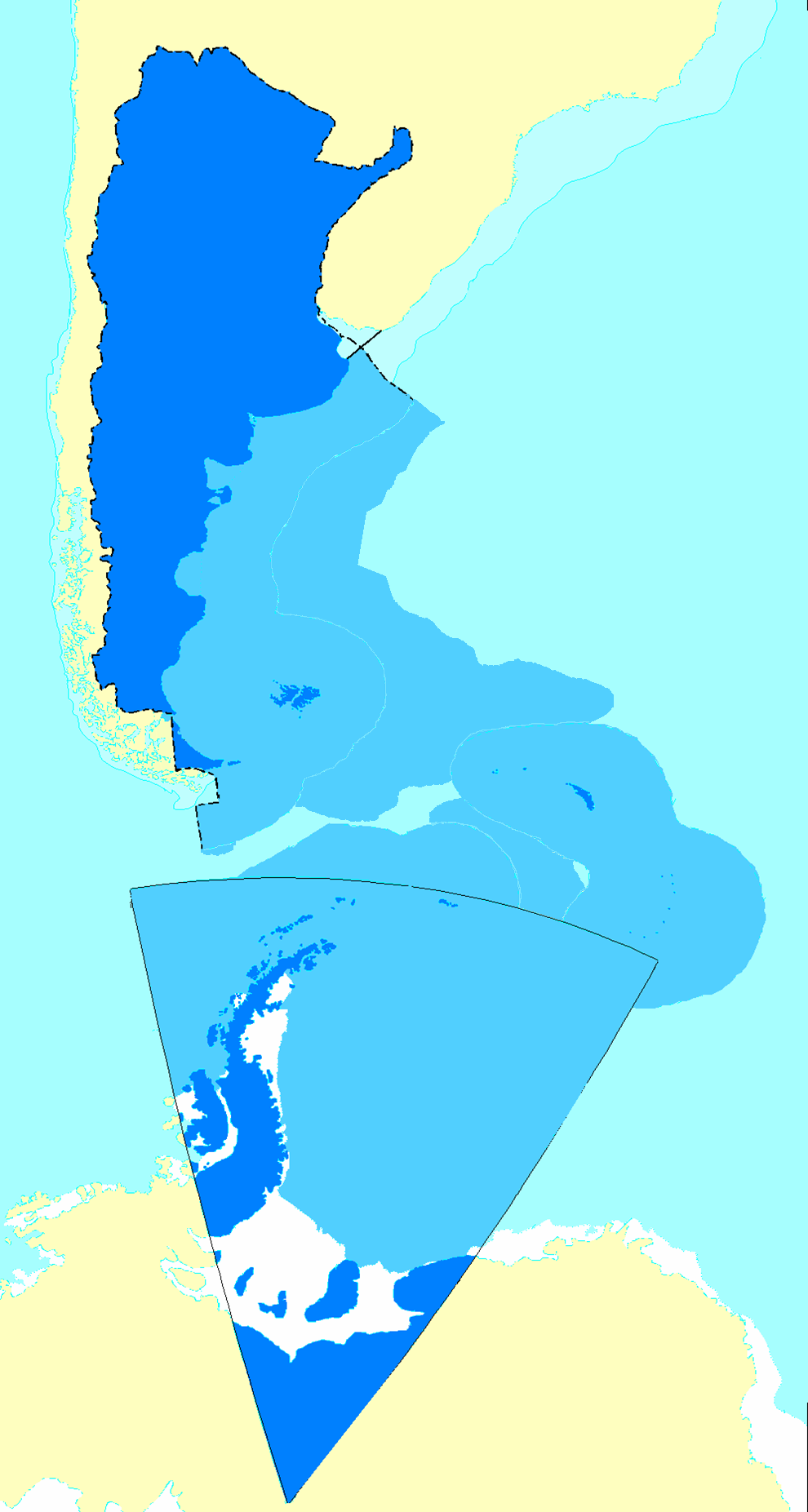
Carte à échelles proportionnellement identiques montrant l'Antarctique argentin et d'autres territoires revendiqués par l'Argentine.

En janvier 1942, l'Argentine, conformément à la théorie des secteurs polaires, déclare ses droits sur l'Antarctique entre les méridiens 25° et 68° 24' Ouest (celui de la pointe Dungeness). Le 3 mars 1942, le gouvernement chilien répond par un mémorandum réservant ses droits. L'Argentine prend officiellement possession du continent antarctique sur l'île de la Déception le 8 novembre 1942, en y déposant un cylindre contenant un certificat et un drapeau laissés par une expédition sous le commandement du capitaine de frégate Alberto J. Oddera. En janvier 1943, le personnel du navire britannique HMS Carnarvon Castle détruisit les preuves de la prise de contrôle argentine, planta le drapeau britannique et envoya l'acte à Buenos Aires. Le 5 mars de la même année, le navire argentin ARA 1° de Mayo enleva le drapeau britannique.
Après la réorganisation de la Commission nationale antarctique par le décret no 8507 du 23 mars 1946, une série de réunions est organisée entre différents ministères pour mener une politique antarctique à grande échelle. À la suite de ces réunions, le 2 septembre 1946, le décret no 8944 est publié, fixant de nouvelles limites pour l'Antarctique argentin entre les 25e et 74e méridiens (celui de l'extrémité orientale des Îles Sandwich du Sud) de longitude ouest. Enfin, le décret-loi no 2129 du 28 février 1957 a fixé les limites définitives entre les méridiens 25° et 74° Ouest et le parallèle 60° de latitude Sud.
Entre le 12 et le 29 février 1948 (dates de départ et d'arrivée à Puerto Belgrano), une flotte de guerre argentine avec 3 000 hommes à bord a visité les Orcades du Sud, la partie nord de la péninsule Antarctique et les îles Shetland du Sud. Elle était composée des croiseurs ARA 25 de Mayo et ARA Almirante Brown, des torpilleurs ARA Misiones, ARA Entre Ríos, ARA Santa Cruz, ARA San Luis, ARA Mendoza et ARA Cervantes. En souvenir de ce voyage, le détroit de Bransfield a été rebaptisé mer de la flotte dans la toponymie argentine.
En 1992, l'Instituto Fueguino de Turismo crée un Bureau Antarctique à Ushuaïa pour aider les navires de croisière qui visitent le port d'Ushuaïa avant de partir pour l'Antarctique
Le 8 décembre 2013, le groupe de musique Metallica donne un concert pour « sensibiliser à l'importance de l'Antarctique pour la planète », à la base antarctique de Carlini. Une centaine de personnes ont assisté au concert, dont des membres du personnel d'autres bases voisines appartenant à l'Uruguay, au Chili, à la Pologne, à la Corée du Sud, à la Russie, au Brésil et à l'Allemagne. Aucun amplificateur n'a été utilisé pendant le concert (le public a écouté au casque) et un protocole rigoureux d'impact environnemental est suivi.
En mars 2015, un nouveau siège de 1 900 m2 de l'Instituto Antártico Argentino (IAA) est inauguré sur le campus Miguelete de l'université nationale de San Martín. Le nouveau bâtiment comprend neuf laboratoires de recherche scientifique à l'usage exclusif de l'IAA.

## Démographie
Population du département au fil des années, les données proviennent uniquement des bases argentines (Orcadas, Marambio, Carlini, Esperanza, San Martín et Belgrano II) :
| 1991 | 2001 | 2010 |
| ---- | ---- | ---- |
| 142  | 163  | 230  |

## Bases scientifiques
Selon le traité sur l'Antarctique, la présence humaine est limitée aux bases scientifiques (et non aux bases militaires, bien qu'elles puissent accueillir du personnel militaire non armé). Des tâches de recherche y sont effectuées, à l'exclusion de tout autre type d'activité, y compris économique. La Dirección Nacional del Antártico et l'Instituto Antártico Argentino gèrent plusieurs bases en Antarctique, dont six sont ouvertes toute l'année et d'autres uniquement pendant la saison estivale.
L'Argentine dispose de 6 bases permanentes et de 7 bases d'été, soit un total de 13. L'Argentine gère également un certain nombre de refuges en Antarctique.